# علي الطرقي
علي الطرقي الشمري لاعب كرة قدم سعودي ، يلعب كمدافع يلعب حالياً في نادي الإعتماد.

## مسيرة اللاعب
لعب في نادي الباطن ونادي التضامن ونادي الإعتماد.